# Pashtunistan

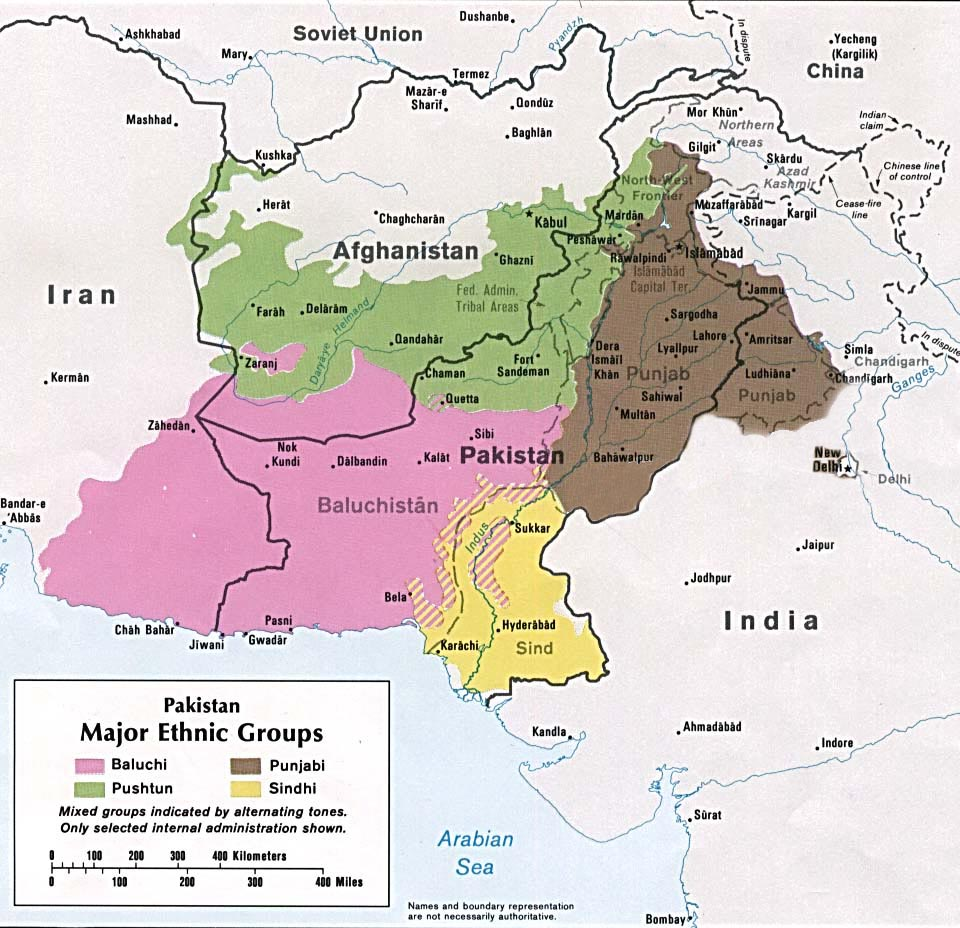
Vùng Pashtunistan là vùng màu xanh lá.

Pashtūnistān (tiếng Pashtun: پښتونستان; còn được gọi là Pakhtūnistān, Pathānistān, hoặc Pashtūnkhwa nghĩa là "vùng đất của người Pashtun ") là khu vực lịch sử địa lý vốn là nơi sinh sống của người Pashtun bản địa của Afghanistan và Pakistan ngày nay ở Nam Trung Bộ Châu Á, và là nơi mà văn hóa Pashtun, ngôn ngữ và bản sắc dân tộc đã được đặt nền tảng. Các tên thay thế trong lịch sử được sử dụng cho khu vực bao gồm "Pashtūnkhwā" (پښتونخوا) và "Afghānistān" (افغانستان), ít nhất là từ thế kỷ thứ 3 sau CN trở đi. Pashtunistan giáp với Iran về phía tây, các khu vực nói tiếng Ba Tư và Turkic của vùng Turkestan ở phía bắc, Kashmir về phía đông bắc, Punjab về phía đông và Balochistan về phía nam.
Để phân chia hành chính vào năm 1893, Mortimer Durand đã vẽ Đường Durand qua Pashtunistan, ấn định giới hạn phạm vi ảnh hưởng giữa Afghanistan và Ấn Độ thuộc Anh và để lại khoảng một nửa lãnh thổ Pashtun dưới sự cai trị của Anh. Đường Durand này hiện tạo thành biên giới được quốc tế công nhận giữa Afghanistan và Pakistan. Đại khái, quê hương người Pashtun trải dài từ các khu vực phía nam sông Amu ở Afghanistan đến phía tây sông Indus ở Pakistan, chủ yếu bao gồm các quận phía tây nam, phía đông và một số phía bắc và phía tây của Afghanistan, Khyber Pakhtunkhwa và phía bắc Balochistan ở Pakistan.
Nhà lãnh đạo cách mạng thế kỷ 16 Bayazid Pir Roshan của Waziristan và "nhà thơ - chiến binh" ở thế kỷ 17 Khushal Khan Khattak đã tập hợp các đội quân Pashtun để chiến đấu chống lại Đế chế Mughal trong khu vực. Vào thời đó, các phần phía đông của Pashtunistan được cai trị bởi người Mughals trong khi các phần phía tây do người Safavid Ba Tư cai trị. Vùng Pashtun lần đầu tiên giành được địa vị tự trị vào năm 1709 khi Mirwais Hotak nổi dậy thành công chống lại người Safavid ở Loy Kandahar. Người Pashtun một lần nữa đạt được sự thống nhất dưới sự lãnh đạo của Ahmad Shah Durrani, người sáng lập ra triều đại Durrani, khi ông thành lập Đế chế Afghanistan vào năm 1747. Tuy nhiên, vào thế kỷ 19, Đế chế Afghanistan đã mất phần lớn lãnh thổ phía đông của mình vào tay Đế chế Sikh và Anh. Các nhà hoạt động độc lập Pashtun nổi tiếng chống lại sự cai trị của Raj thuộc Anh bao gồm Abdul Ghaffar Khan (Bacha Khan), Abdul Samad Khan Achakzai và Mirzali Khan (Faqir of Ipi). Phong trào Khudai Khidmatgar của Bacha Khan đã phản đối mạnh mẽ việc phân chia Ấn Độ. Khi Quốc hội Ấn Độ tuyên bố chấp nhận kế hoạch phân vùng mà không tham khảo ý kiến của các nhà lãnh đạo Khudai Khidmatgar, Bacha Khan cảm thấy bị phản bội và tổn thương sâu sắc vì điều này. Bất chấp Nghị quyết Bannu, trong đó phong trào Khudai Khidmatgar của Bacha Khan yêu cầu Tỉnh biên giới Tây Bắc chiếm đa số Pashtun (NWFP) phải trở thành một quốc gia độc lập của Pashtunistan, NWFP đã tham gia Thống trị Pakistan do kết quả của cuộc trưng cầu dân ý NWFP năm 1947. đã bị tẩy chay bởi phong trào Khudai Khidmatgar. Bacha Khan và anh trai của ông, Bộ trưởng Khan Abdul Jabbar Khan (Tiến sĩ Khan Sahib), đã bác bỏ cuộc trưng cầu dân ý với lý do rằng nó không có các lựa chọn về việc NWFP trở nên độc lập hoặc gia nhập Afghanistan. Sau này Bacha Khan, trong thời gian ở Afghanistan, đã nói rằng "Pashtunistan không bao giờ là hiện thực". Ý tưởng về Pashtunistan độc lập không bao giờ giúp được gì cho người Pashtun và nó chỉ gây ra đau khổ cho họ. Ông nói thêm rằng " chính phủ kế tiếp của Afghanistan chỉ khai thác ý tưởng cho các mục tiêu chính trị của riêng họ". Mặt khác, Mirzali Khan và những người theo ông từ chối công nhận Pakistan và tiếp tục cuộc chiến từ căn cứ của họ tại Gurwek, Waziristan chống lại chính phủ Pakistan. Tuy nhiên, sự tham gia ngày càng tăng của người Pashtun trong chính phủ Pakistan đã dẫn đến sự xói mòn ủng hộ phong trào ly khai Pashtunistan vào cuối những năm 1960.  Năm 1969, các bang tư nhân tự trị Swat, Dir, Chitral và Amb được hợp nhất thành Khyber Pakhtunkhwa (trước đây được gọi là NWFP). Năm 2018, Khu vực bộ lạc do Liên bang quản lý đa số của người Pashtun, trước đây là vùng đệm với Afghanistan, cũng được sáp nhập vào tỉnh Khyber Pakhtunkhwa (trước đây được gọi là Tỉnh biên giới Tây Bắc), kết nối các khu vực này với Pakistan.